# レイサン島

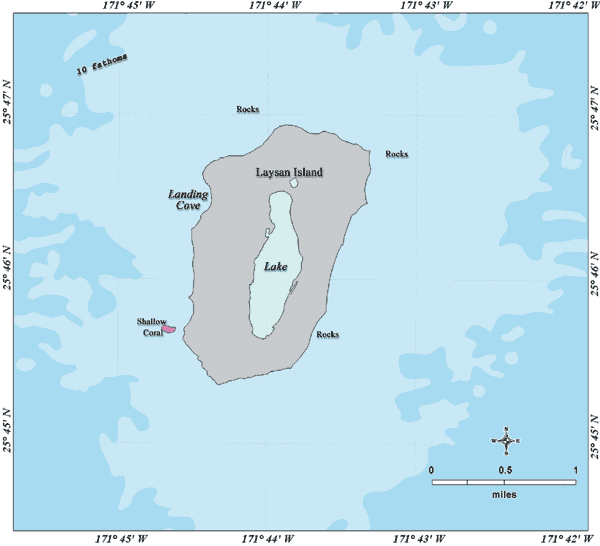
レイサン島地図

レイサン島（Laysan, ハワイ語:Kauō）は、ハワイの州都ホノルルから1500km北西に位置する火山島である。北緯25度42分14秒、西経171度44分4秒に位置し、北西ハワイ諸島に属する。
面積4km2の長方形をしており、中心部にレイサン湖がある。この湖はハワイに5つだけ存在する天然の湖の一つであり、温泉が湧き出している。
現地ハワイ語名のKauōは、卵を意味する。

## 生物
レイサン島には、以下の固有種、固有亜種が生息している。人間の密猟や戦争行動、外来種の脅威によって絶滅、絶滅寸前の種もある。
- レイサンクイナ：絶滅種(EX)
- レイサンマガモ：絶滅寸前種(CR)
- レイサンハワイマシコ（w:Laysan Finch）：絶滅危惧種(VU)

## ギャラリー

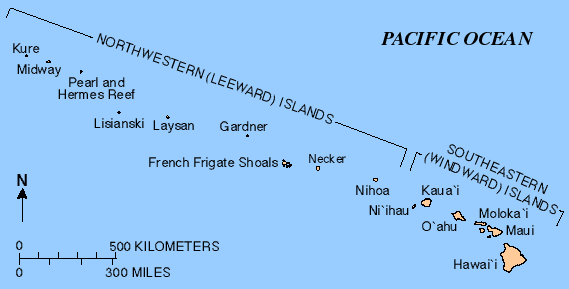
ハワイ諸島および北西ハワイ諸島図
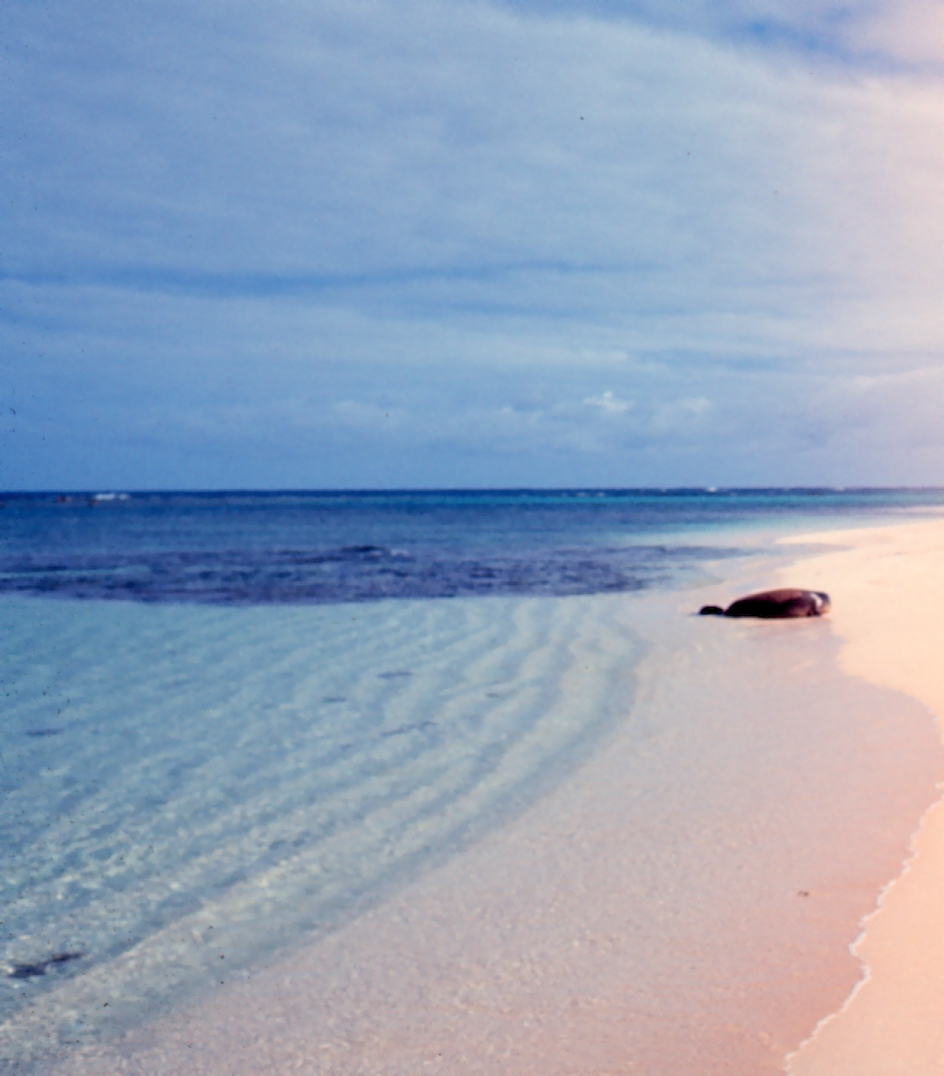
あざらしが横たわる美しい海岸 - 1969年6月
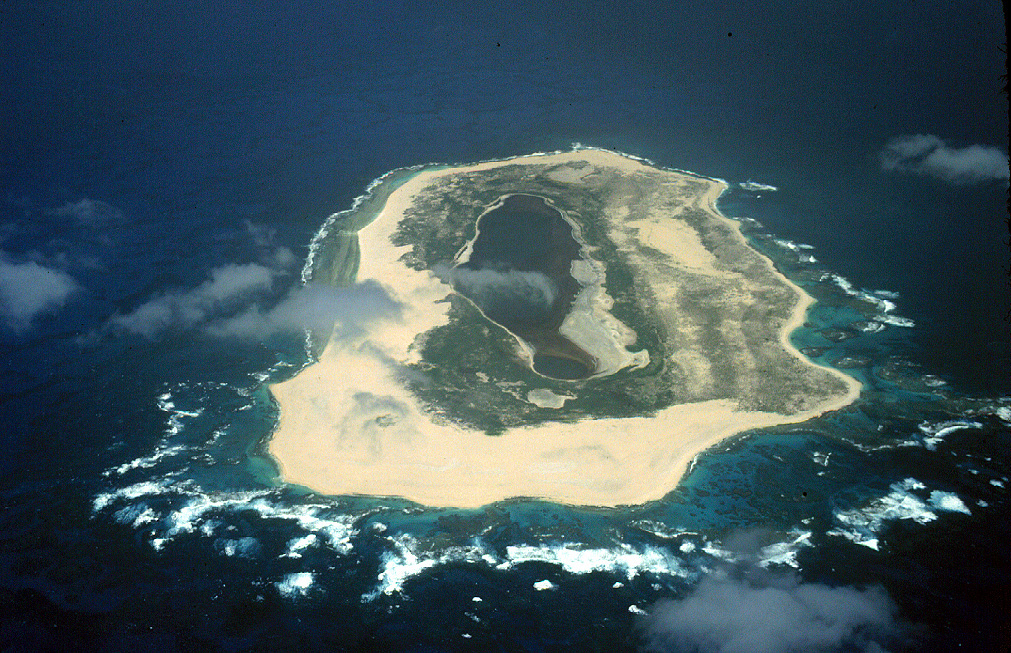
北から見たレイサン島空撮